# Arcuș, Covasna
Arcuș (în maghiară Árkos) este satul de reședință al comunei cu același nume din județul Covasna, Transilvania, România. Se află în partea de centrală a județului, în Depresiunea Sfântu Gheorghe, pe Râul Arcuș.

## Istoric
Documentar, prima dată a fost menționată în 1332, sub numele Arkus.

## Demografie
In 1910 avea 1.721 locuitori maghiari.
Locuitori români ortodocși:
1900, 1901: 10;
1904-1907: 14;
1908, 1909: 11;
1910, 1911: 14;
1912: 13;
1913: 11;
1914: 12:
1915, 1916: 10;
1917-1921: 19;

## Obiective turistice
- Castelul Szentkereszty. Castel neobaroc din sec. al XIX-lea, amplasat în mijlocul unui parc dendrologic. Folosit în prezent ca tabără de sculptură.
- Biserica unitariană fortificată

## Galerie de imagini

Castelul Szentkereszty din Arcuș